# Eddie Russo
Eddie Russo (n. 19 noiembrie 1925, Chicago, Illinois, SUA – d. 14 octombrie 2012, Wisconsin, SUA) a fost un pilot de Formula 1. De-a lungul carierei a luat startul în 4 curse, niciuna din pole-position. Nu a câștigat nicio cursă și nu a terminat niciodată pe podium, acumulând 0 puncte în întreaga activitate ca pilot de Formula 1.